# El caso del bacalao
El caso del bacalao (français : Le Roi de la mafia) est une bande dessinée espagnole illustrée par Francisco Ibáñez, et le cinquième volume de la série, appartenant à la franchise Mortadel et Filémon, éditée en 1970.

## Synopsis
Quelqu'un distribue de la morue salée à tous les commerçants de la ville, qui la vendent un centime le kilo, ce qui fait que les gens l'achètent en masse. La soif se répand dans la ville, car tout le monde achète de la morue, en raison de son faible prix. Pendant ce temps, à la T.I.A., on découvre que c'est l'œuvre de Lucrecio Borgio, le roi de la mafia, et de sa bande. Mortadel et Filémon doivent donc se rendre dans son repaire pour découvrir ce qui se cache derrière cette apparente générosité.
Après plusieurs tentatives pour arrêter le crocodile qui vit dans le jardin, ils parviennent à se faufiler dans la maison de Lucrecio Borgio pour découvrir ce que lui et sa bande préparent : ils ont l'intention de faire sauter les canalisations d'eau potable afin de pouvoir vendre l'eau à des prix exorbitants, compte tenu de la soif de la population. Mortadel et Filémon s'échappent de la cellule où ils se trouvaient et tentent d'empêcher l'explosion des canalisations. Comme ils n'y parviennent pas, ils s'efforcent désormais d'empêcher les gangsters de faire des affaires. Pour ce faire, ils tentent d'arrêter leurs camions avec de l'eau, ce qui se solde par un nouvel échec. Mortadel fait pleuvoir avec son déguisement de sorcier, mais cela provoque une énorme inondation dont les gangsters profitent pour dévaliser la banque. Cette fois, Mortadel et Filémon font bien leur travail et empêchent le vol. Plus tard, les eaux se retirent, laissant derrière elles une grande quantité de boue. Finalement, Mortadel et Filémon parviennent à arrêter tous les membres du gang.

## Éditions
La bande dessinée commence à être publié en série dans Gran Pulgarcito dans les numéros 74 à 84, s'interrompant à la p. 28, et continue à être publié dans Mortadelo jusqu'à la p. 48, divisé en chapitres de 4 pages, chacun apparaissant dans un numéro différent et avec un titre différent. Il sera ensuite compilé dans l'album no 4 de la collection Ases del Humor, puis dans la collection Olé, sous le no 95 de la quatrième édition, ou dans le volume no 20 de la collection Súper Humor des Ediciones B, avec Contra el gang del chicharrón, Valor y... ¡al toro!, Los superpoderes et La máquina del cambiazo.

## Accueil
Selon Fernando Javier de la Cruz Pérez, la partie de la bande dessinée sérialisée de Mortadelo est de moindre qualité que celle de Gran Pulgarcito, aucun personnage régulier n'apparaissant dans la série en dehors de Mortadel ou Filémon, ce qui suggère que l'éditeur s'oriente vers le commercial. Fernández Soto loue l'utilisation, dans le premier épisode, du « temps réel » (c'est-à-dire sans ellipse) lors de l'assaut de la maison des gangsters, en utilisant trois pages pour se débarrasser du crocodile d'une fosse ou trois bandes pour raconter comment Filémon parvient à faire un petit trou dans le mur pour tenter de s'enfuir, tandis que Mortadel sort par la porte que les gangsters ont laissée ouverte, mais il considère que le passage d'une lecture unitaire à une lecture épisodique est trop brusque et "fait avorter le bon déroulement de ce qui aurait sans doute été l'un des albums les plus complets de la série.